# Phytodietus semialbidus
Phytodietus semialbidus là một loài tò vò trong họ Ichneumonidae.